# Pedro Meoqui
Pedro Meoqui – miasto w Meksyku, w stanie Chihuahua.